# Grabovica Donja
Grabovica Donja (en cyrillique : Грабовица Доња) est un village de Bosnie-Herzégovine. Il est situé sur le territoire de la ville de Tuzla, dans le canton de Tuzla et dans la fédération de Bosnie-et-Herzégovine. Selon les premiers résultats du recensement bosnien de 2013, il compte 1 111 habitants.

## Géographie
Le village est situé dans les faubourgs nord-est de Tuzla.

## Démographie

### Évolution historique de la population dans la localité
| 1948 | 1953 | 1961 | 1971  | 1981  | 1991 | 2013  |
| ---- | ---- | ---- | ----- | ----- | ---- | ----- |
| -    | -    | 596  | 1 449 | 1 988 | 792  | 1 111 |

|  |

### Communauté locale
En 1991, Grabovica Donja faisait partie de la communauté locale de Grabovica, qui comptait 1 558 habitants, répartis de la manière suivante :